# Георгиевская церковь (Елионка)
Храм великомученика Георгия Победоносца (Георгиевская церковь) — старообрядческий православный храм в селе Елионка Стародубского района Брянской области. Относится к Московской епархии Русской древлеправославной церкви. Памятник градостроительства и архитектуры регионального значения.
В «Своде памятников архитектуры и монументального искусства России» упомянута как «Церковь Петра и Павла».

## История
Храм построен в 1910 году местными мастерами на средства купцов Гусевых. Первоначально он был освящён в честь Рождества Иоанна Предтечи и иконы Божией Матери «Знамение» и соответственно носил название Иоанно-Знаменская церковь. Принадлежал старообрядцам Белокриницкого согласия. В середине 1930-х годов был закрыт и использовался как склад зерна.
Летом 1973 года храм пострадал от пожара, вызванного ударом молнии. Со временем обрушился купол колокольни. В середине 1990-х годов передан Русской древлеправославной церкви. Храм был переосвящён во имя великомученика Георгия Победоносца, по названию стоявшей рядом зимней церкви, несохранившейся до наших дней.

## Архитектура
Деревянный пятиглавый храм в русском стиле с элементами украинского барокко. Стены рублены из брёвен и обшиты тёсом. Цоколь кирпичный. Здание состоит из трёхъярусной колокольни, прямоугольной трапезной, основного объёма и пятигранного алтаря. На широком прямоугольном нижнем ярусе колокольни расположен четверик, а на нём восьмерик с приподнятым куполом, увенчанный главкой. Основной объём представляет собой два поставленных друг на друга восьмерика, завершённых большим гранённым куполом с главкой. В углах сделаны трёхгранные прирубы, завершённые стройными барабанами с вытянутыми куполами и главками. Алтарь также завершён главкой. Стены покрыты тёсом изнутри и окрашены масляной краской. В четверике сохранилась надпись об окраске здания в 1913 году П. С. Абрамовичем.